# 巴特博尔
巴特博尔（德語：Bad Boll，發音：[baːt ˈbɔl]；2007年之前名为博尔 (Boll)）是德国巴登-符腾堡州斯图加特行政区格平根县的市镇，面积10.95平方千米，2023年12月31日人口为5,270人。